# Крамер, Франк
Франк Кра́мер (нем. Frank Kramer; род. 3 мая 1972, Мемминген, Бавария) — немецкий футболист и тренер, выступавший на позиции полузащитника.

## Игровая карьера
Родился 3 мая 1972 года в городе Меммингене. Карьеру начал в 1990 году в одноимённой команде из своего родного города, выступавшей в любительской лиге. В дальнейшем играл в резервных составах «Баварии» и «Нюрнберга», а также в ряде клубов из низших лиг. В 2005 году, будучи игроком «Гройтер Фюрта», объявил о завершении карьеры.

## Тренерская карьера
По окончании игровой карьеры Крамер трижды работал наставником резервной команды «Гройтер Фюрта», а в 2011 году окончательно покинул клуб и возглавил «Хоффенхайм II», с которым работал до 2012 года. В 2012 году специалист стал временным главным тренером основной команды «деревенских» после отставки Маркуса Баббеля.
12 марта 2013 года руководство «Гройтер Фюрта» объявило о назначении Крамера на пост наставника клуба. 23 февраля 2015 года он был уволен с занимаемой должности.
14 апреля 2015 года было объявлено о том, что Крамер займет пост главного тренера дюссельдорфской «Фортуны» с начала сезона 2015/16. Он провёл свою первую тренировку в команде 20 июня 2015 года. 22 ноября того же года специалист покинул коллектив.
23 августа 2016 года Крамер возглавил национальную сборную до 19 лет. Кроме того, он также руководил командами до 20 лет и до 18 лет.
Перед началом сезона 2019/20 Крамер был назначен главой молодёжной академии ФК «Ред Булл Зальцбург».
2 марта 2021 года было официально сообщено о назначении Крамера главным тренером билефельдской «Арминии» после увольнения Уве Нойхауса. Контракт специалиста с клубом был подписан до 2023 года. После шести поражений в семи матчах Крамер был уволен 20 апреля 2022 года.
7 июня 2022 года наставник возглавил «Шальке 04», подписав контракт на два года. 19 октября 2022 года руководство клуба объявило об отставке специалиста в связи с неудовлетворительными результатами клуба: команда занимала 17-е место в турнирной таблице и выбыла из розыгрыша национального Кубка.